# الحب الإلهي
| 《أنا لك فلا تُرجعني إليّ》 |
| —جلال الدين الرومي        |

| 《لو أن صوتك قابل للعناق 》 |
| —جلال الدين الرومي          |

نشأ مصطلح «الحب الإلهي» بمعناه القريب في الحياة الروحية في الإسلام في القرن الثاني الهجري. وكانت الحياة قبل ذلك يحركها عامل «الخوف» من الله ومن عقابه، وكان «الحسن البصري» (21-110هـ) أبرز ممثلي هذا الطور في حياة الزهاد والعباد الأوائل، فقد عرف عنه أنه كان يبكي من خوف الله حتى قيل «كأن النار لم تخلق إلا له». ويميل مؤرخو التصوف الإسلامي إلى القول بأن رابعة العدوية (ت 185هـ) هي أول من أخرجت التصوف من الخضوع لعامل «الخوف» إلى الخضوع لعامل «الحب»، وأنها أول من استخدم لفظ «الحب» استخداما صريحا في مناجاتها وأقوالها المنثورة والمنظومة، وعلى يديها ظهرت نظرية «العبادة» من أجل محبة الله، لامن أجل الخوف من النار أو الطمع في الجنة.
قال أبو طالب المكي ” أن المحبّة أكمل مقامات العارفين … وهي إيثار من الله تعالى لعباده المخلصين ”.
قال الطوسي بأنها هي حال ” لعبد نظر بعينه إلى ماأنعم الله به عليه، ونظر بقلبه إلى قرب الله تعالى منه وعنايته به، وحفظه وكلاءته له، فنظر بإيمانه وحقيقة يقينه إلى ماسبق له من الله تعالى من العناية والهداية وقديم حب الله له، فأحب الله عزّ وجلّ ”.
ومن أشعار رابعة العدوية في الحب الإلهي:
ابيات شعر لأبن الفارض في العشق الإلهي:
| 《عندما تعرف روحُك روحي معرفةً تامة، فإن كلا الروحين يتذكر أنهما كانا روحًا واحدًا في الماضي 》 |
| —جلال الدين الرومي                                                                          |

لهذا الحب مظاهر متعددة واتجاهات مختلفة ومشارب متنوعة، فهو قد يكون متجها نحو إنسان ذكرا أو أنثى، وقد يكون متجها نحو بلد أو وطن وقد يكون نحو إله أو معبود أو فكرة معينة، وقد عبر القرآن الكريم عن ذلك بقوله تعالى: ﴿وَمِنَ النَّاسِ مَنْ يَتَّخِذُ مِنْ دُونِ اللَّهِ أَنْدَادًا يُحِبُّونَهُمْ كَحُبِّ اللَّهِ وَالَّذِينَ آمَنُوا أَشَدُّ حُبًّا لِلَّهِ﴾ [البقرة:165].
ولا يتحقق الحب إلا إذا شعر المحب بفضل للمحبوب عليه وانجذاب يدفعه للميل إليه، فكلما كان الفضل أكبر وأقوى وكلما كان مشبِعاً للحاجات المادية والنفسية للمحب كان أقوى وأعنف؛ لأجل ذلك كان من المفروض أن يكون حب الله تعالى في أعلى الدرجات وأرقاها مرتبة، لأن الله تعالى هو المنعم المتفضل وكل فضلٍ أورث حباً إنما كان بفضل الله وتوفيقه، لذلك جاء التحذير الرباني من الغفلة عن ذلك والخلل في ترتيب المحبوبات وتحديد درجاتها، فقال تعالى: ﴿قُلْ إِنْ كَانَ آبَاؤُكُمْ وَأَبْنَاؤُكُمْ وَإِخْوَانُكُمْ وَأَزْوَاجُكُمْ وَعَشِيرَتُكُمْ وَأَمْوَالٌ اقْتَرَفْتُمُوهَا وَتِجَارَةٌ تَخْشَوْنَ كَسَادَهَا وَمَسَاكِنُ تَرْضَوْنَهَا أَحَبَّ إِلَيْكُمْ مِنَ اللَّهِ وَرَسُولِهِ وَجِهَادٍ فِي سَبِيلِهِ فَتَرَبَّصُوا حَتَّى يَأْتِيَ اللَّهُ بِأَمْرِهِ﴾ [التوبة:24]. فحب الله تعالى ينبغي أن يكون الأول لا يتقدمه حبٌ؛ لأن كرمه لا يعلوه كرم وفضله لا يدانيه فضل.ويزداد حب الله وينمو بدوام التأمل في نعمه واستشعار قيمتها وأهميتها؛ لذلك وردت المئات من آيات القرآن الكريم التي تذكّر الإنسان بآلاء الله تعالى ونعمه ظاهرة وباطنة، وهي نعم لا يمكن عدها وإحصاؤها لكثرتها وعظمتها، فقال تعالى: ﴿وَإِنْ تَعُدُّوا نِعْمَةَ اللَّهِ لَا تُحْصُوهَا إِنَّ اللَّهَ لَغَفُورٌ رَحِيمٌ ۝١٨﴾ [النحل:18]، وليس ذلك إلا ليثير عند الإنسان مكامن الحب ويفجر في نفسه أشواقه الروحية، ويوجه عاطفته وجهتها الحقيقية، وبهذا الحب يندفع الإنسان نحو طاعة الله تعالى وتنفيذ أوامره بكل فرح سرور ورغبة واشتياق، هذه الطاعة التي توصله في النهاية إلى محبة الله تعالى ورضاه، فلا حب أعظم وأرقى وأجمل من الحب المتبادل بين العبد وربه، قال تعالى: ﴿قُلْ إِنْ كُنْتُمْ تُحِبُّونَ اللَّهَ فَاتَّبِعُونِي يُحْبِبْكُمُ اللَّهُ وَيَغْفِرْ لَكُمْ ذُنُوبَكُمْ وَاللَّهُ غَفُورٌ رَحِيمٌ ۝٣١﴾ [آل عمران:31]، وإذا وصل الإنسان لهذه الدرجة وصل إلى مرتبة العبودية الحقة، عبودية عنوانها الحب في الله ولذات الله.ولما كان خضوع الإنسان واستسلامه إنما يكون بأحد أمرين إما بالحب والترغيب أو بالخوف والترهيب.